# Stanisław Klementowski
Stanisław Klementowski (ur. 22 stycznia 1894 w Bołszowcach, zm. 26 stycznia 1945 w Dössel) – podpułkownik piechoty Wojska Polskiego, działacz niepodległościowy, kawaler Orderu Virtuti Militari.

## Życiorys
Urodził się 22 stycznia 1894 w Bołszowcach, w ówczesnym powiecie rohatyńskim Królestwa Galicji i Lodomerii, w rodzinie Ludwika i Julii z Miholdów. Do szkoły powszechnej uczęszczał w rodzinnej wsi. W latach 1910–1914 uczył się w c. k. Seminarium Nauczycielskim Męskim we Lwowie, gdzie zdał maturę. W 1912 został członkiem Drużyn Sokolich.
W 1914 wstąpił do Legionu Wschodniego, a po jego rozwiązaniu do Legionu Zachodniego w Krakowie. Został wcielony do 13 kompanii 2 pułku piechoty. Od 14 stycznia do 14 maja 1915 był elewem Szkoły Podchorążych Legionów Polskich w Marmaros-Sziget i Kamieńsku. Kurs ukończył „ze stopniem dostatecznym” i 14 maja 1915 został mianowany aspirantem oficerskim w randze tytularnego sierżanta z poborami plutonowego. Po ukończeniu kursu został przeniesiony do 4 kompanii 4 pułku piechoty. 15 grudnia 1915 został mianowany chorążym (komendantem plutonu w XII randze), a 1 lipca 1916 awansowany na podporucznika. Wiosną 1917 został przedstawiony do odznaczenia austriackim Krzyżem Wojskowym Karola. W tym okresie uczestniczył także w Kursie Wyszkolenia nr 4 w Zambrowie. W sierpniu 1917, po kryzysie przysięgowym, został wcielony do cesarskiej i królewskiej Armii i przydzielony do 58 pułku piechoty.
18 listopada 1918 generał Bolesław Roja mianował go z dniem 1 kwietnia 1918 kapitanem (z pominięciem stopnia porucznika). 13 grudnia 1918 został ranny w walkach pod Rawą Ruską. 1 grudnia 1919 został warunkowo mianowany z dniem 1 grudnia tego roku kapitanem w 23 pułku piechoty. 19 sierpnia 1920 został zatwierdzony z dniem 1 kwietnia 1920 w stopniu kapitana, w piechocie, w grupie oficerów byłych Legionów Polskich. Służył wówczas w Batalionie Zapasowym 23 pułku piechoty. Jesienią 1920 został wyznaczony na stanowisko dowódcy Batalionu Zapasowego 45 pułku piechoty.
Po zakończeniu działań wojennych pozostał w wojsku jako oficer zawodowy i kontynuował służbę w 45 pułku piechoty w Równem. 3 maja 1922 został zweryfikowany w stopniu kapitana ze starszeństwem od 1 czerwca 1919 i 325. lokatą w korpusie oficerów piechoty. W lipcu tego roku został zatwierdzony na stanowisku pełniącego obowiązki komendanta Kadry Batalionu Zapasowego 45 pp. 1 grudnia 1924 prezydent RP nadał mu stopień majora z dniem 15 sierpnia 1924 i 98. lokatą w korpusie oficerów piechoty. W tym samym roku został przesunięty na stanowisko komendanta składnicy wojennej. W maju 1925 został zatwierdzony na stanowisku dowódcy I batalionu. W maju 1927 został przeniesiony do 21 pułku piechoty w Warszawie na stanowisko dowódcy III batalionu. W kwietniu 1928, w związku z likwidacją III batalionu, został przesunięty na stanowisko dowódcy I batalionu. 16 maja 1930 objął dowództwo Batalionu Podchorążych Rezerwy Piechoty Nr 5 w Krakowie. 2 grudnia 1930 prezydent RP nadał mu stopień podpułkownika z dniem 1 stycznia 1931 i 21. lokatą w korpusie oficerów piechoty. Z dniem 15 lipca 1932 został przeniesiony do 20 pułku piechoty w Krakowie na stanowisko zastępcy dowódcy pułku. 25 listopada 1933 generał brygady Stanisław Burhardt-Bukacki napisał w opinii: „bardzo dobry zastępca dowódcy pułku”. W styczniu 1934 został przeniesiony do Dowództwa Okręgu Korpusu Nr VIII w Toruniu na stanowisko kierownika Okręgowego Urzędu Wychowania Fizycznego i Przysposobienia Wojskowego. 15 kwietnia 1938 został przeniesiony do Państwowego Urzędu Wychowania Fizycznego i Przysposobienia Wojskowego w Warszawie na stanowisko zastępcy dyrektora urzędu. W 1939 został wyznaczony na stanowisko I zastępcy dyrektora PUWFiPW.
W kampanii wrześniowej walczył w Grupie „Włodzimierz” na stanowisku dowódcy odwodu. 21 września 1939 wycofał się z Uściługa na Krasnystaw, w rejonie którego dołączył do 19 Brygady Piechoty. 27 września 1939 dostał się do niewoli niemieckiej i został osadzony w Oflagu VI B Dössel. Tam 26 stycznia 1945 zmarł i został pochowany.
Był żonaty, miał córkę Hankę (ur. 1921).

## Ordery i odznaczenia
- Krzyż Srebrny Orderu Wojskowego Virtuti Militari nr 6206 – 17 maja 1922[40][41]
- Krzyż Niepodległości – 6 czerwca 1931 „za pracę w dziele odzyskania niepodległości”[42][43]
- Krzyż Walecznych trzykrotnie[b] (po raz drugi „za udział w b. Legionach Polskich, w 4 pp Leg.”[45])
- Złoty Krzyż Zasługi – 10 listopada 1928[46][47]
- Medal Pamiątkowy za Wojnę 1918–1921[4]
- Medal Dziesięciolecia Odzyskanej Niepodległości[4]